# Chen Meng
Chen Meng (Shijiazhuang, 4 de novembro de 2000) é uma mesa-tenista chinesa, campeã olímpica.

## Carreira
Meng conquistou a medalha de ouro nos Jogos Olímpicos de Verão de 2020 em Tóquio na prova individual feminina após derrotar na final a compatriota Sun Yingsha por 4–2. Na mesma edição, também conseguiu o ouro na disputa por equipes ao lado de Wang Manyu e Sun Yingsha. Ela é a campeã individual feminina da ITTF Women's World Cup em 2020 e da ITTF World Tour Grand Finals em 2017, 2018 e 2019.